# El árbol gris
El árbol gris es una pintura al óleo del artista neerlandés Piet Mondrian. Fue pintado en 1911 en lienzo sobre un tablero que mide 78,5 × 107,5 cm. Está exhibido en el Museo municipal de La Haya.
Esta obra fue realizada en un momento en que Mondrian empezaba a experimentar con el cubismo: sus elementos de primer plano y fondo parecen entremezclarse, y la paleta es muy restringida. El árbol tiene una forma sutilmente ovalada, siguiendo otra práctica cubista vista en trabajos de Pablo Picasso y Georges Braque. El óvalo de Mondrian se volverá explícito, enmarcando el trabajo, en las pinturas de los siguientes tres o cuatro años. Manzano en flor, de 1912, muestra una composición muy similar, aunque más facetada y abstracta. 

## Fuente
- Milner, Johjhn (1992). Mondrian. Primera Edición estadounidense. Phaidon Press. Páginas 98@–99. ISBN 1-55859-400-0

- Datos: Q5598238
- Multimedia: The grey tree (0334314) / Q5598238